# Donaldisme
Donaldisme er navnet på en fankultur omkring Disney-tegneserier og -tegnefilm. Ordet kommer af "Donald Duck", som er det engelske navn for Anders And, og det blev opfundet af nordmanden Jon Gisle, som først nævnte det i sit essay Donaldismen i 1971 og 1973 kom bogen Donaldismen (på dansk Andelogien). På trods af, at begrebet konsekvent kaldes andelogi i bogen, er der en tendens på dansk til at bruge det oprindelige udtryk i stedet.
I de fleste europæiske lande beskæftiger donaldisme sig hovedsageligt med tegneserier og tegneseriestriber, mens disse i højere grad bliver overset i fx USA, hvor tegnefilmene er relativt mere populære. Som Gisle definerede det, var begrebet oprindeligt dels betegnelsen på en forskningsgren, dels på det materiale, som denne forskning beskæftiger sig med. I den sidste betydning betegner ordet alt, som er udgivet af Disney-signerede tegneserier. I den første betydning er donaldismen en gren af tegneserieforskningen, som har specialiseret sig i studiet af netop Disneys produktion. (fra Andelogien, oversat af Freddy Milton). Denne oprindelige betydning af ordet blev defineret i 1973, men i dag er der en tendens til, at donaldisme også dækker generel fandyrkelse af Disney-tegneserier og endda -tegnefilm.
Selvom begrebets navn refererer til andeuniverset (Anders And, Joakim von And, osv.), og dette univers ser ud til at være det mest populære, lader der til at være en bred enighed om også at inkludere andre Disney-universer, så som museuniverset (Mickey Mouse, Fedtmule, osv.), skovuniverset (Bror Kanin, Gårdmand Bjørn, Lille Stygge Ulv, osv.), Vaks-universet og Hiawatha-universet. Disse universer dækkes også af Gisles oprindelige definition.

## Donaldist
En donaldist er en tilhænger af donaldisme: En fan af eller endog forsker i Disney-tegneserier og -tegnefilm.
Ifølge den norske donaldistforening "Donaldistene"s manifest fra 1977, er donaldister Anders And-fans, som studerer Donald Duck & Co [det norske Anders And & Co. osv. ud fra sociale og politiske strukturer/synspunkter. De prøver desuden på bedst mulig måde at bevare al slags donaldistisk kulturgods til egne og andres samlinger."

## Donaldistisk forskning
Da donaldisme-begrebet har sin rod i Europa, og meget af forskningen udføres her, fokuserer tidligere og nutidig forskning mest på Disney-tegneserier og -tegneseriestriber. Nogle donaldister stræber efter en videnskabelig tilgang, mens andre undersøger og præsenterer resultaterne på en mindre struktureret måde. Forskningen dækker over emner som religion i Andeby, biler og broer i andeuniverset, længden af Anders' næb i forhold til højden af hans hoved (den såkaldte rostrilongitudekvotient), identifikation af ukrediterede tegnere og forfattere, og indeksering af historier og hæfter.
En af de første, vigtige opdagelser var i 1960, da den amerikanske fan Jon Spicer, skrev det første fanbrev til Carl Barks, hvilket han svarede på. Indtil da troede man, at Walt Disney havde tegnet alle tegneserierne selv, selvom fans havde mistanke om, at det måtte være anderledes. Det kom senere frem, at Disney selv kun havde været involveret i produktionen af en håndfuld tegneserier.
Den første forskning i donaldismens navn blev udført i 1973 af Jon Gisle og blev præsenteret i hans bog Donaldismen. Bogen har en videnskabelig, men dog humoristisk tilgang til stoffet. I bogen definerer og beskriver Gisle en række perioder; de såkaldte ni hovedstrømninger. De er sandsynligvis uddaterede i dag, men det lader til, at ingen har opdateret og justeret dem, så de reflekterer situationen i dag. De ni perioder er:
- Urdonaldismen 1949-52, 1957-58
- Ældre klassisk donaldisme 1951-58
- Yngre klassisk donaldisme (romantik) 1957-63, 1972-
- Kommercialismen 1963-
- Klodrismen 1965-67
- Trivialismen 1965-
- Realismen 1965-66, 1969-
- Syntetisk klodrisme 1971-
- Art nouveau 1973-

INDUCKS har bidraget med vigtig forskning gennem dets mere end ti års levetid i form af indeks af Disney-tegneserier. Projektets mål er at indeksere samtlige Disney-tegneseriehæfter i verden, og p.t. er det tæt på at nå dette mål, når det gælder mange europæiske lande og USA. Siden projektets start i eller omkring 1994, har det identificeret tegnere af enorme mængder af historier, og dette gør det stadig aktivt.
Donaldistisk forskning udføres stadig, om end generelt i mindre mængder end i 1970'erne og 80'erne. Forskningsresultaterne bliver i dag typisk præsenteret i fanzines eller på Internet-websites.

## Donaldisme i kommunalpolitik
Til kommunalvalget 1991, stillede donaldistparti op i Helsingør Kommune, ud fra den ideologi, at der er en lille Anders And i os alle sammen.

## Donaldistiske tidsskrifter
Donaldistiske tidsskrifter findes i flere forskellige lande, specielt i Europa og Nordamerika. De bliver ofte udgivet af donaldistiske foreninger og klubber, men nogle udgives også af individuelle personer. De fleste tidsskrifter indeholder donaldistisk forskning, interviews og andre artikler, der er af interesse for donaldister. Her er en ikke-udtømmende liste af donaldistiske tidsskrifter sorteret efter land.

### Danmark
I Danmark er en af hovedkilderne for donaldistisk forskning og andre donaldistiske artikler Carl Barks & Co. Det første nummer blev udgivet i 1974, og udgivelsen fortsatte indtil 2000 i en ujævn strøm; nogle gange indtil flere numre om året, nogle gange flere år uden et nummer. Tidsskriftet præsenterede meget donaldistisk forskning, inklusive et stort indeks over danske Disney-tegneserier (som nu vedligeholdes af INDUCKS-projektet og de oprindelige forfattere). På trods af navnet indeholdt tidsskriftet materiale om mange emner indenfor Disney-tegneserier, men det havde vel stadig en overvægt af materiale om Carl Barks. Barks' død i 2000 udløste i øvrigt tidsskriftets endeligt.
I 2001 blev Dansk Donaldist-Forening stiftet af en gruppe danske donaldister, og året efter blev det første nummer af deres tidsskrift DDF(R)appet (nu: Rappet) udgivet. Rappet udgives cirka hvert halve år, og blandt indholdet er nogle få forskningspræsentationer. Foreningen er siden da vokset til at have ca. 130 medlemmer.
Af andre tidsskrifter, som ikke er deciderede donaldistiske, men som alligevel af og til indeholder donaldistisk materiale, kan nævnes bl.a. Nørd-nyt, Rackham, Seriejournalen og Strip!.

### Finland
- Ankkalinnan Pamaus (1999- )

Redigeres af Timo Ronkainen, og har indeholdt artikler om mange forskellige aspekter af donaldismen, både mht. tegnere af ænder og mus, om Walt Disney.
- Sarjainfo (1972- )

Har bragt enkelte donaldist relevante artikler og særnumre, men er ellers et generelt tidsskrift om tegneserier.

### Norge
I donaldismens hjemland, Norge, har den donaldistiske forening Gammeldonaldismens Venner, stiftet 1973, udgivet et tidsskrift, Donaldisten siden 1973. Gennem foreningens fokusering på Jon Gisles definition af donaldisme indeholder bladene mange forskningsresultater.
Udgivelsen af Donaldisten blev overtaget af en ny forening, Donaldistene i 1995, men efter kun ét nummer gik der en periode på ni år indtil endnu et nummer blev udgivet i 2004. Den nye forening fokuserer mindre på forskning, hvilket angiveligt afspejler en generel holdningsændring iblandt donaldister. Medio 2007 har Donaldistene dog endnu kun udgivet to numre af Donaldisten.
I marts 2007 annonceredes et nyt norsk tidsskrift om donaldisme, Kvakk!, som vil bringe artikler, interviews og anmeldelser. Bag tidsskriftet står samme kræfter, som også driver Norges mest populære hjemmeside om Disney-tegneserier, Andeby Online. Første nummer kom på gaden sommeren 2007, og Kvakk! udgives herefter fire gange årligt.
- Duckmite (1979, ét nummer)
- Duckburg (1981- )

### Sverige
Sverige har en lang tradition for udgivelse af donaldistisk forskning og andre artikler i deres tidsskrift NAFS(K)URIREN siden 1977. Tidsskriftet udgives en eller to gange om året af den svenske donaldistforening, NAFS(K).

### Tyskland
D.O.N.A.L.D. (Deutsche Organisation nichtkommerzieller Anhänger des lauteren Donaldismus) er den donaldistiske forening i Tyskland, og gennem dens tidsskrift Der Donaldist (tidligere Der Hamburger Donaldist) har foreningen præsenteret mange bidrag til donaldistisk forskning via et massivt antal numre siden det første nummer i 1976.
Donaldister er steget i rang og infiltrerer nu aktivt kultursiderne i adskillige store aviser, som fx Frankfurter Allgemeine Zeitung, hvor de placerer subtile henvisninger, der nemt genkendes af tegneseriefans.

### U.S.A.
- The Barks Collector (1976- )
- The Comics Journal (1976- )
- The Duckburg Times
- The Barks Catalog
- Barksburg (1982- )
- The Duck Hunter (1995- )